# Grammis 2017
Der schwedische Musikpreis Grammis 2017 wurde am 28. Februar 2017 im Konserthuset, Stockholm vergeben. Es handelte sich um die 34. Verleihung des  wichtigsten schwedischen Musikpreises. Insgesamt wurde der Preis in 19 Kategorien verliehen. Magnus Carlson und Maxida Märak führten durch den Abend.

## Gewinner und Nominierte
Die Gewinner sind fett markiert und vorangestellt.
| Album des Jahres | Popkünstler des Jahres |
| --- | --- |
| - Kent – Då som nu för alltid - Little Jinder – Allting suger - Frida Hyvönen – Kvinnor och barn - Silvana Imam – Däggdjur - Cherrie – Sherihan | - Laleh – Kristaller - Niki & The Dove – Everybody’s Heart Is Broken Now - Sabina Ddumba – Homeward Bound - The Radio Dept. – Running Out of Love - Tove Lo – Lady Wood                                                         |
| Künstler des Jahres | Kindermusik des Jahres |
| - Zara Larsson - Freddie Wadling - Kent - Tove Lo - Yung Lean | - Emma Nordenstam – Emma Nordenstams bästa barnlåtar - Verschiedene Interpreten – Blipp blopp för barn - Emma & KJ – Huset - Per Egland & Sexårskören – Rädslorna på Scenvägen 2 - Trolska skogen – Kan innehålla spår av musik |
| Tanzmusik des Jahres | Elektro/Tanzmusik des Jahres |
| - Sannex – Din sida sängen - Benny Anderssons Orkester – Mitt hjärta klappar för dig - Blender – Ängel utan vingar - Casanovas – Kom och sjung halleluja - Donnez – Många långa mil | - Kornél Kovács – The Bells - Dan Lissvik – Midnight - Dorisburg – Irrbloss - Galantis – Love on Me/No Money - Joy – Inte god men Gud                                                                                           |
| Folk–/Volksmusik–Album des Jahres | Hip–Hop–/Soul–Künstler des Jahres |
| - Freddie Wadling – Efter regnet - Groupa – Kind of Folk Vol. 1 Sweden - Lena Willemark – Blåferdi - Pernilla Andersson – Tiggrinnan - Peter LeMarc – Den tunna tråden | - Cherrie – Sherihan - Erik Lundin – Välkommen hem - Parham – Hemma här - Silvana Imam – Naturkraft - ”Zacke” – Fattigkussen |
| Hardrock–/Metal–Album des Jahres | Jazzalbum des Jahres |
| - Ghost – Popestar - Amaranthe – Maximalism - Cult of Luna – Mariner - Dark Tranquillity – Atoma - In Flames – Battles | - Tonbruket – Forevergreens - Isabella Lundgren – Where Is Home - Jari Haapalainen Trio – Fusion Machine - Lina Nyberg – Aerials - Oddjob – Oddjob Plays Weather Report                                                         |
| Klassikalbum des Jahres | Komponist des Jahres |
| - Västerås Sinfonietta, Helsingborgs symfoniorkester, Fredrik Burstedt – Mats Larsson Gothe: Symphony No. 2 - Bengt Forsberg – Neglected Works for Piano - Cecilia Zilliacus & Lena Willemark − Dansa - Royal Swedish Orchestra & Lawrence Renes – Franz Schreker – Orchestral Music from the Operas - Maytan/Klingberg/Lysell/Wijk/Hso/Stoehr – Amanda Maier: Violin concerto/Piano quartet/Tunes | - Frida Hyvönen - Ana Diaz - Laleh Pourkarim - Max Martin - Niki & The Dove |
| Lied des Jahres | Musikvideo des Jahres |
| - Frans – If I Were Sorry - Galantis – No Money - Håkan Hellström – Din tid kommer - Laleh – Bara få va mig själv - Mike Perry feat. Shy Martin – The Ocean - Miriam Bryant – Black Car - Peg Parnevik – Ain’t No Saint - Samir & Viktor – Bada nakna - Vigiland – Pong Dance - Zara Larsson – Ain’t My Fault                                                                                      | - Johan Renck – David Bowie – Lazarus - Adam Berg – Kent – Då som nu för alltid - Filip Nilsson – Amason – I Want To Know What Love Is - Måns Nyman – Moderat – Eating Hooks - Robinovich – Elias – Down n Out                  |
| Newcomer des Jahres | Rockalbum des Jahres |
| - Sammy & Johnny Bennett - Albin Lee Meldau - Ana Diaz - Mike Perry - Yemi | - Kent – Då som nu för alltid - Bob hund – Dödliga Klassiker - Hurula – Vapen till dom hopplösa - Jill Johnson – For You I’ll Wait - Viagra Boys – Consistency of Energy, Call of the Wild                                      |
| Musikproduzent des Jahres | Songwriter des Jahres |
| - Laleh Pourkarim - Charlie Bernardo - Jenny Vaz & Cecilia Vaz - Max Martin - Tove Lo/Ali Payami/Jakob Jerlström/Ludvig Söderberg | - Frida Hyvönen – Kvinnor och barn - Erik Lundin – Välkommen hem - Joakim Berg – Då som nu för alltid - Josefine Jinder – Allting suger - Zakarias ”Zacke” Lekberg – Fattigkussen                                               |
| Ehrenpreis | |
| - Magnus Uggla | |